# HMS Northumberland (1798)
Pour les autres navires du même nom, voir HMS Northumberland.
Le HMS Northumberland est un vaisseau de 74 canons de classe America en service dans la Royal Navy.
Lancé le 2 février 1798, il participe à la bataille de San Domingo (1806).
Il est connu pour avoir transporté Napoléon Ier sur l'île de Sainte-Hélène. Après avoir appareillé de la baie de Start dans le Devon le 7 août 1815, le navire mouille au large l'île le 15 octobre 1815 et débarque l'empereur le 16.